# 帶動唱

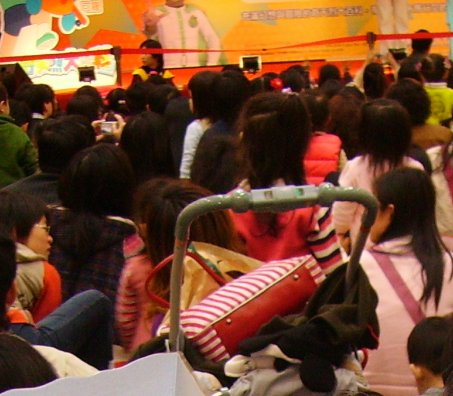
帶動唱影響了台灣的舞台表演方式。

帶動唱為1980年代流行於台灣的歌唱表演，後來亦可在香港等中文地區看見該類型表演。帶動唱表演的特點為以簡單手勢與誇張肢體活動來解釋及配合歌詞，並時常要求觀看表演者一起參與表演，其目的為帶動表演會場熱度。帶動唱一詞或表演方式的起源或發明者，通常是指台灣一名戴姓國中教師。其中，「帶」字亦為戴姓之雙關字。
1990年代中期後，台灣表演方式多元化後，帶動唱方式雖不復流行，不過配合諸如「白日依山盡，黃河入海流」等詩詞（《登鸛鵲樓》）的該誇張手勢與肢體表演，深深影響台灣的康樂活動、綜藝表演，並仍偶見於台灣，與其它使用中文的地區。

## 簡介
帶動唱的起源一說為中國青年救國團或中國童子軍（今中華民國童軍）康樂活動之集體創作，不過多數人認為帶動唱發明者、真正流行推動者與確定表演方式者都應該是當時服務於台北市新興國中的童軍老師戴南祥。戴南祥首先收集學生的創意並加以研發整理，並藉由他於台灣電視公司知名民歌節目《大學城》的表演，讓帶動唱成為台灣普遍的集會表演方式，此表演方式甚至從學生集會場所擴張至政治活動，直至今，仍偶於台灣群眾場合可見，其中包含改良過的童歌表演、政治活動、民歌表演場合。例如，2006年9月，帶動唱創始人戴南祥亦以「倒扁帶動唱」表演，多日參與百萬人民倒扁運動。
早期台灣作家苦苓演講時曾嚴厲批評，帶動唱根本是讓台灣人民「白癡化」的運動。據說南韓前總統全斗煥為了平息韓國大學學潮，派人來學習台灣校園帶動唱；但韓國大學生卻悍然拒絕學習，這些學生說：「我們不要玩這個，這東西我們在幼稚園早就玩過了！」

## 種類
一般說來，帶動唱又可分為「表演用」與「帶動用」。其中，表演用帶動唱以「手語表演」為根本，其動作華美複雜，觀眾通常難以跟著表演，只能欣賞，有人亦將台灣手語表演列為與帶動唱完全不同的表演方式。至於表演者與觀眾一起互動的帶動氣氛用帶動唱，又通常分為兩大種，分別為動歌帶動唱與靜歌帶動唱。這裡面，靜歌主要目的為抒情。如知名台灣校園民歌《戀曲1990》、《中華民國頌》及《龍的傳人》等。該類型歌曲特點為節奏慢，歌詞單純易懂。
動歌的帶動唱則為了提高參與者情緒，因此多為快節奏，使觀眾能隨著表演者跟跳。重點在該歌曲必須多為參與者熟悉。如《登鸛鵲樓》 、《捉泥鰍》等等。

## 秘訣
帶動場因為加入手勢等肢體活動，因此可賦予集會活力，不過仍有其秘訣。例如：
- 歌曲儘量原版以維持熟悉者
- 表演者若有多位，需事先排練並服從主帶者
- 事先溝通
- 需配置有經驗之DJ、
- 切記表演口訣、手勢與歌詞

## 常見帶動唱歌曲
因為帶動唱與台灣校園民歌興起與表演有絕對關係，因此，常見的帶動唱歌曲也大都為校園民歌
- 《一串心》
- 《大雨大雨一直下》
- 《中華民國頌》
- 《今天看我》
- 《天下的媽媽都是一樣的》
- 《天涼好個秋》
- 《心情》
- 《月琴》
- 《水汪汪》
- 《年輕不要留白》
- 《快樂天堂》
- 《我有自己的路走》
- 《我的歌》
- 《我喜歡瘋狂》
- 《把心留住》
- 《抓一個夢想在手上》
- 《奉獻》
- 《明天會更好》
- 《虎姑婆》
- 《青蘋果樂園》
- 《拜訪春天》
- 《挑夫》
- 《玻璃心》
- 《看我聽我》
- 《飛揚的青春》
- 《浪子的心情》
- 《海水正藍》
- 《海裏來的沙》
- 《猜一猜》
- 《等一下呢》
- 《越過那一座山》
- 《愛拚才會贏》
- 《愛要上緊發條》
- 《愛情的騙子》
- 《夢駝玲》
- 《歌聲滿行囊》
- 《蝸牛與黃鸝烏》
- 《歷史的傷口》
- 《燃燒青春火焰》
- 《營火》
- 《戀曲1990》
- 《龍的傳人》
- 《烈火青春》
- 《第一支舞》
- 《秋意上心頭》